# Concordia-alagút
A Concordia-alagút egy tervezett vasúti alagút Bolívia és egy mesterséges csendes-óceáni sziget között. A terv szerint egy alagút épülne Concordiától mintegy 150 km hosszan, Peru és Chile alatt, így Bolívia ismét tengeri kijárathoz juthatna először a második világháború óta.
A terv a chilei Carlos Martner építész, Fernando Castillo Velasco és Humberto Eliash nevéhez fűződik.